# セドナ (アリゾナ州)
セドナ（Sedona）は、アメリカ合衆国アリゾナ州のヤヴァパイ郡にある都市。人口は1万0397人（2016年推計）。州都フェニックスから北に車で2時間ほどの所にある景勝地。市域の一部はココニノ郡に入っている。市として法人化したのは1988年である。

## 概要
個性的な形をした赤い砂岩の岩山に囲まれた場所であり、レッドロック・カウンティ（Redrock County）と呼ばれることもある。「ベルロック」、「カセドラルロック」、「コーヒーポットロック」、「スヌーピーロック」などの愛称が付けられている。ハイキングやマウンテンバイク用の道がたくさんあり、近年パワースポットとして知られる観光地・保養地でもある。

## 歴史

### 先住民族と入植
古来、ネイティブ・アメリカンが聖なる場所（聖地）とあがめた場所だった。セドナの南にあるモンテズマ・キャッスル国定公園 （アメリカ南西部にある最古の先住民岩壁住居跡）にあるモニュメント （Montezuma Castle National Monument） などの考古学的資料によると、11世紀にはネイティブアメリカンの一部族であるハバスパイ族がこの地に棲んでいたとされる。（最古としては700年頃にシナワ族が居住していたとされている）。ハバスパイ族はこの地をウィー グァルコ ホル ホルバ  "wee gualko horu horuba"（＝大地からブクブク泡立つ岩）と呼ぶ。先祖からエネルギーや波動を受け取ることができるので、この地に立つこと自体が重要な儀式なのだ、と考えている。
1876年に白人が初めて入植。現在の都市名は町の初代郵便局長セオドア・カールトン・シュネブリーの妻セドナに由来する。入植者は主に桃やリンゴの農場と牧場経営に従事した。1970年代に入ってセドナが大きく変化したのは、vortexと呼ばれるパワースポットの街として注目されたのがきっかけだった。既存の価値観に反発し、スピリチュアルな世界を信じる人々や、当時多かったヒッピー（Hippie） と呼ばれる人々が大挙してこの地に押し寄せた。このようにして、もともとネイティブアメリカンの聖地だった場所は全米有数の「スピリチュアルな街」として世界的に知られ、年間約400万人以上の訪問者を抱える観光地・保養地となった。

### 観光地への変遷
セドナはアメリカで最もスピリチュアル・ビジネスが盛んな地となっており、その集客数はアリゾナ州ではグランドキャニオンに次ぐ観光地となっている。
地域一帯には上記のようなパワースポットが10カ所ほどあるとされており、岩山の上などのvortexで瞑想会などが日常的に行われている。土産物店の看板には「psychic サイキック（超能力）」や「オーラ」などの文字が躍る。水晶などのパワーストーンを売る店も多い。(ただし、水晶はセドナ産というわけではなく、ブラジル産とのこと）。また「霊能力者」の看板を掲げる人も多いとされる。
セドナ商工会議所観光局も自然と並んでパワースポットやスピリチュアル・ビジネスを観光資源として活用しており、公式サイトを通じて各種のセラピーツアーやヒーラーの紹介など情報発信を行っている。
この地でvortexについての科学的解明をしようと、15年ほど前から、休日ごとにセドナのvortexを自主的に訪れては調べている技術者がいる。娘を事故で亡くしたことがきっかけで現地を訪れたベンジャミン・ロントリー、という男性である。コイルなどを使った磁力計などで地面の磁力（地磁気）を計測しノートPCで解析し、また、同時に、地面に横たわる人などの脳波を測定し、地磁気と脳波の相関関係を調べている。セドナは他の土地よりも地磁気が強いため、「その地磁気が脳波に良い影響を与えている」というのが、ロントリー氏の現時点での仮説だという。
その独特の風土と環境ゆえに一度セドナを訪れた後、魅せられてリピーターになる者も多く、一部は移住するようになる。セドナの住民の7割はそうした移住者だという。

### ハリウッド映画との関わり
セドナはまたハリウッド映画黎明期から70年代にかけて、西部劇を中心に60本以上の映画撮影に用いられたことでも知られる。主な作品には『大砂塵』（原題・英語: Johnny Guitar）、『拳銃無宿』（原題:Angel and the Badman）、『襲われた幌馬車』 （原題：The Last Wagon）、『3時10分、決断のとき』（原題: 3:10 to Yuma）などがあり、ジョン・ウェイン、ジョーン・クロフォード、ラッセル・クロウなどハリウッドを代表する有名俳優らがこの地を訪れている。

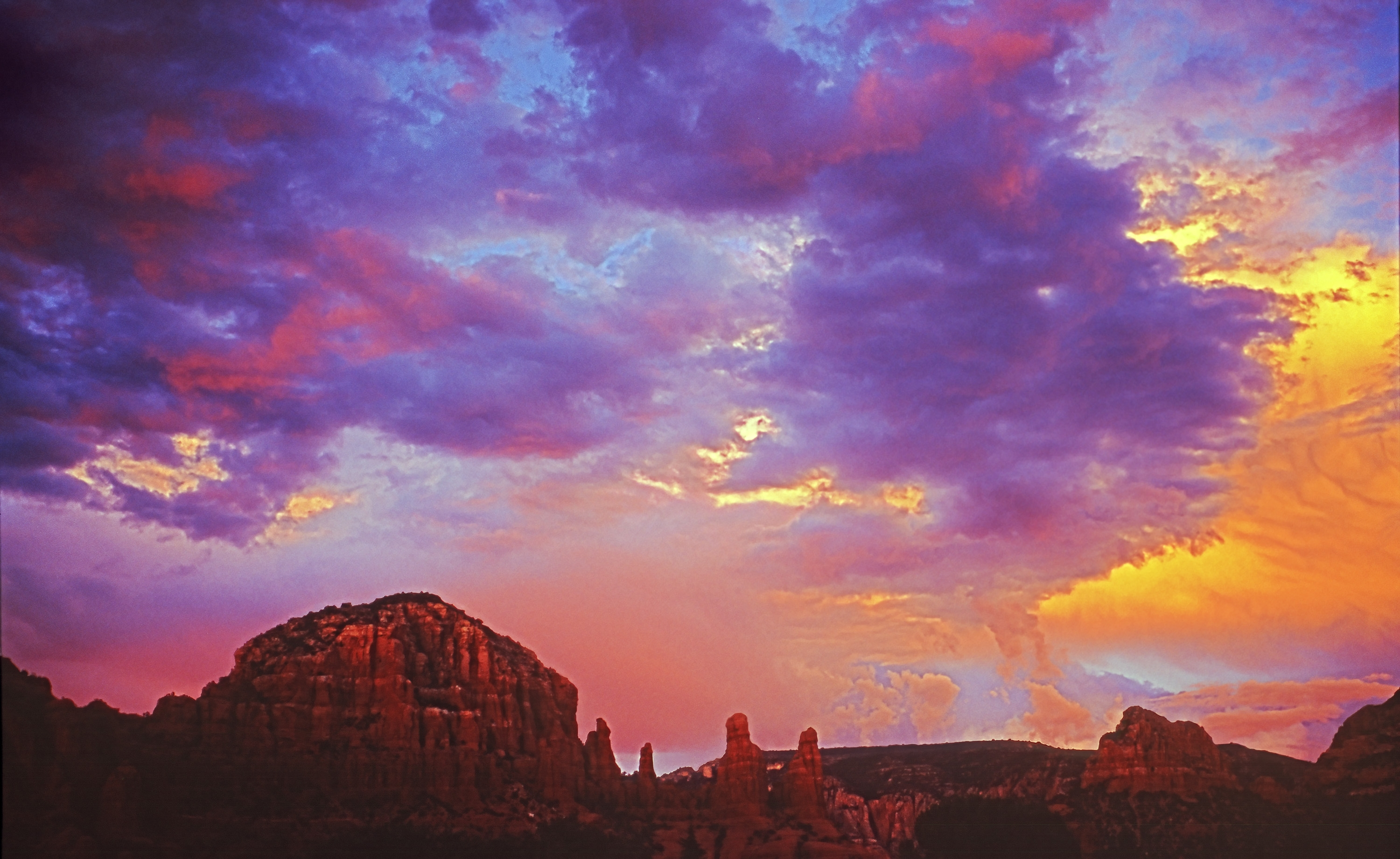
セドナの夕焼け

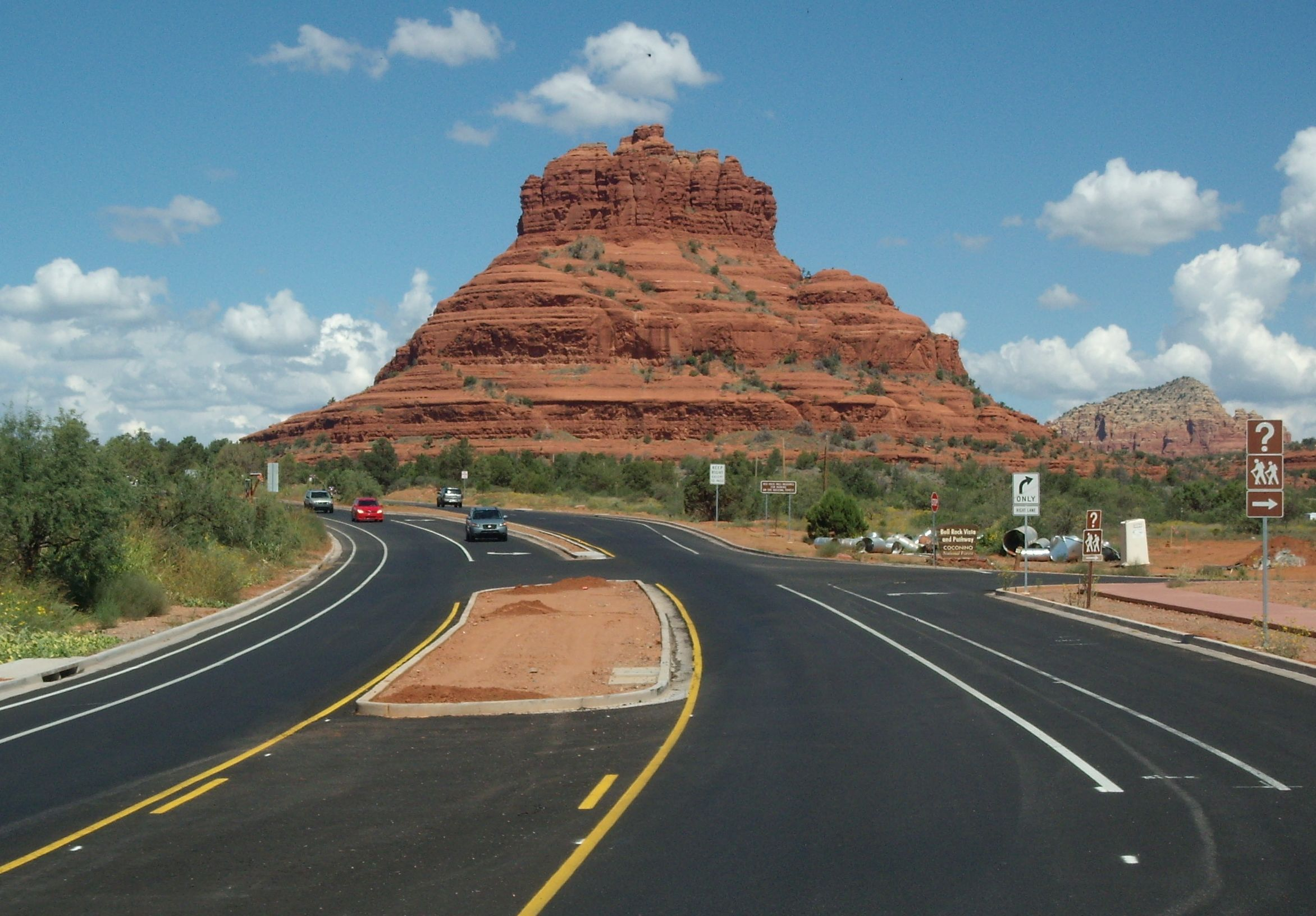
ベルロック

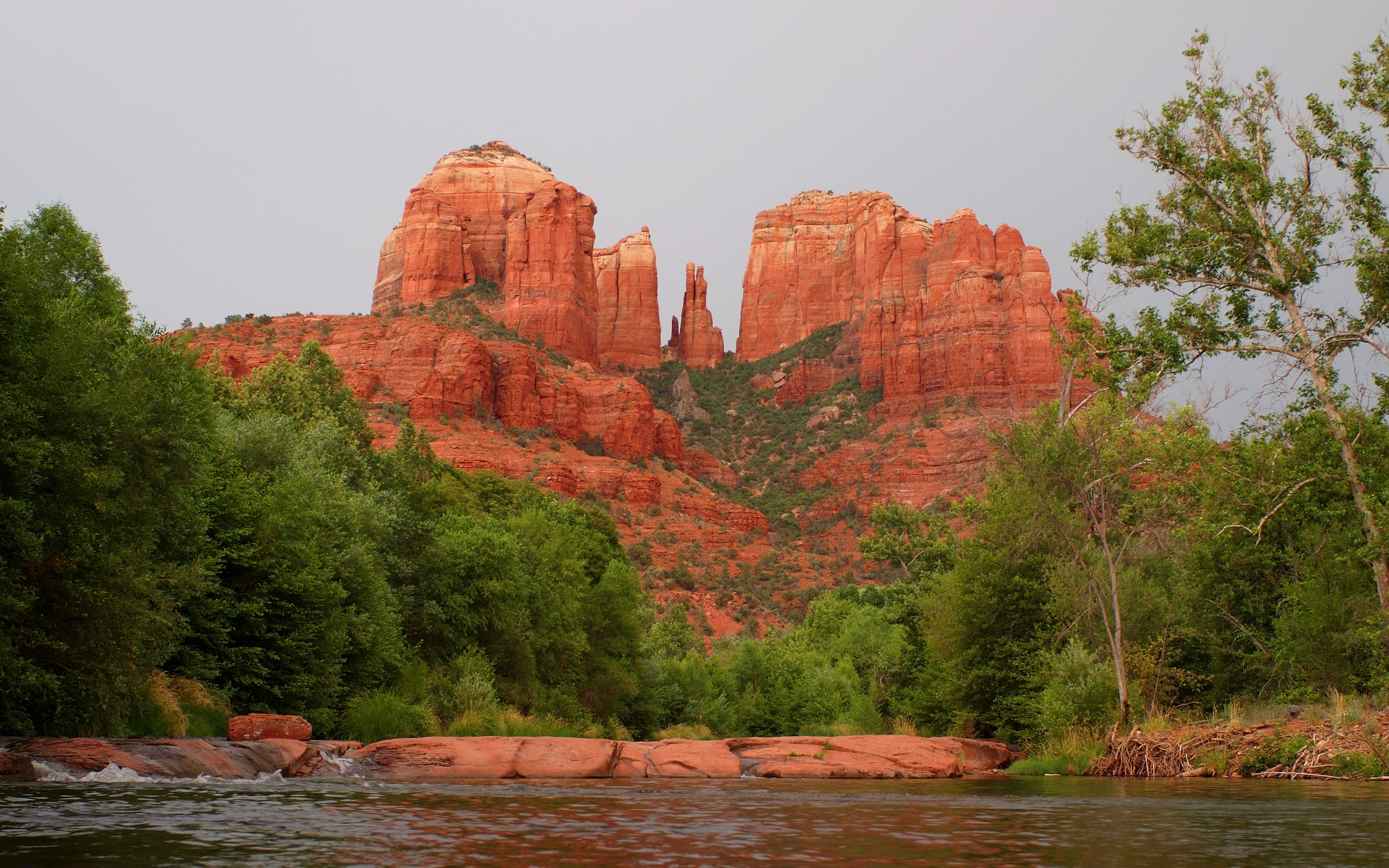
カセドラルロック

## その他

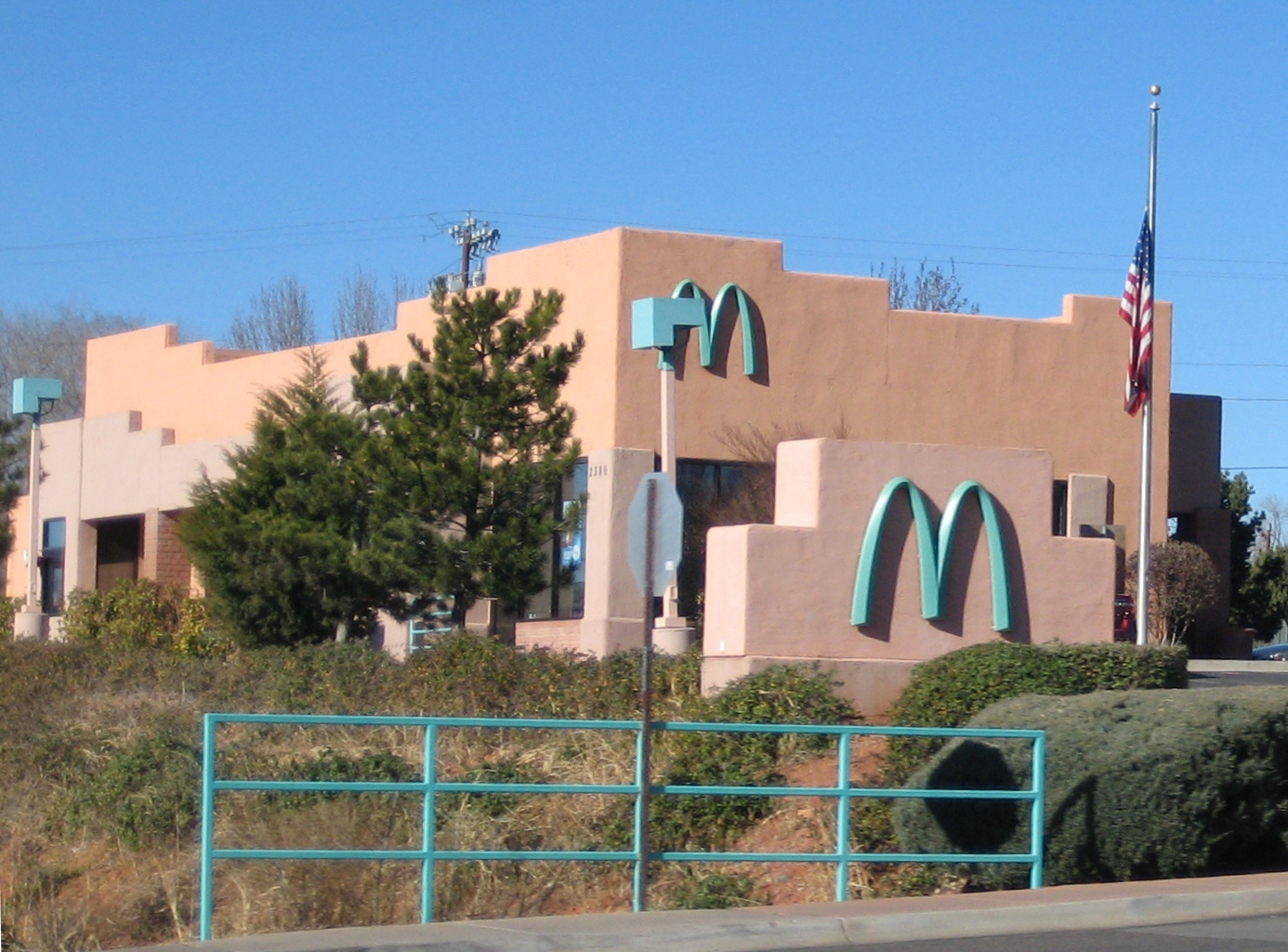
セドナのマクドナルド。景観保護のため外観は赤茶色のレンガ調で、「M」が通常の黄色ではなくターコイズブルーという珍しいデザインとなっている。

- アメリカの作曲家スティーヴン・ライニキーは、セドナの風景にインスパイアされ『セドナ序曲』を作曲した。
- エアロスミスが2006年にリリースしたベスト・アルバム『Devil's Got a New Disguise - The Very Best of Aerosmith』に、セドナをモチーフにした曲"Sedona Sunrise"が収録されている。
- メジャーリーグのアリゾナ・ダイヤモンドバックスが2007年からユニフォームなどに使用しているチームカラーの赤い色は、セドナの赤い岩をイメージした"Sedona Red"と呼ばれる色である。
- Xbox 360用ソフト「Forza Motorsport 3」「Forza Motorsport 4」に、セドナをモデルにした架空サーキット「セドナレースウェイパーク」が登場する。
- 世界各国にあるディズニーパークのローラーコースター「ビッグサンダー・マウンテン」は、セドナにあるサンダーマウンテンをモデルとしている。
- 2003年にUSA Todayの「USA Weekend」で「全米で最も美しい町」に選ばれた[5]。